# Exincourt
Exincourt és un municipi francès situat al departament del Doubs i a la regió de Borgonya - Franc Comtat. L'any 2007 tenia 3.230 habitants.

## Demografia

### Població
El 2007 la població de fet d'Exincourt era de 3.230 persones. Hi havia 1.384 famílies de les quals 414 eren unipersonals (182 homes vivint sols i 232 dones vivint soles), 500 parelles sense fills, 397 parelles amb fills i 73 famílies monoparentals amb fills.
La població ha evolucionat segons el següent gràfic:
Habitants censats

### Habitatges
El 2007 hi havia 1.472 habitatges, 1.419 eren l'habitatge principal de la família, 6 eren segones residències i 47 estaven desocupats. 1.250 eren cases i 218 eren apartaments. Dels 1.419 habitatges principals, 1.132 estaven ocupats pels seus propietaris, 259 estaven llogats i ocupats pels llogaters i 28 estaven cedits a títol gratuït; 5 tenien una cambra, 51 en tenien dues, 210 en tenien tres, 446 en tenien quatre i 706 en tenien cinc o més. 1.191 habitatges disposaven pel capbaix d'una plaça de pàrquing. A 675 habitatges hi havia un automòbil i a 587 n'hi havia dos o més.

### Piràmide de població
La piràmide de població per edats i sexe el 2009 era:
| Homes | Edats   | Dones |
| ----- | ------- | ----- |
| 0     | 95 o +  | 0     |
| 4     | 90 a 94 | 16    |
| 8     | 85 a 89 | 44    |
| 12    | 80 a 84 | 28    |
| 64    | 75 a 79 | 92    |
| 116   | 70 a 74 | 136   |
| 156   | 65 a 69 | 148   |
| 84    | 60 a 64 | 168   |
| 108   | 55 a 59 | 100   |
| 128   | 50 a 54 | 108   |
| 68    | 45 a 49 | 120   |
| 124   | 40 a 44 | 116   |
| 136   | 35 a 39 | 100   |
| 88    | 30 a 34 | 104   |
| 84    | 25 a 29 | 92    |
| 48    | 20 a 24 | 52    |
| 84    | 15 a 19 | 72    |
| 80    | 10 a 14 | 124   |
| 100   | 5 a 9   | 88    |
| 48    | 0 a 4   | 72    |

## Economia
El 2007 la població en edat de treballar era de 1.880 persones, 1.299 eren actives i 581 eren inactives. De les 1.299 persones actives 1.169 estaven ocupades (633 homes i 536 dones) i 130 estaven aturades (62 homes i 68 dones). De les 581 persones inactives 228 estaven jubilades, 179 estaven estudiant i 174 estaven classificades com a «altres inactius».

### Ingressos
El 2009 a Exincourt hi havia 1.429 unitats fiscals que integraven 3.322,5 persones, la mediana anual d'ingressos fiscals per persona era de 19.091 €.

### Activitats econòmiques
Dels 194 establiments que hi havia el 2007, 1 era d'una empresa extractiva, 2 d'empreses alimentàries, 2 d'empreses de fabricació de material elèctric, 3 d'empreses de fabricació d'elements pel transport, 14 d'empreses de fabricació d'altres productes industrials, 30 d'empreses de construcció, 54 d'empreses de comerç i reparació d'automòbils, 7 d'empreses de transport, 13 d'empreses d'hostatgeria i restauració, 3 d'empreses d'informació i comunicació, 7 d'empreses financeres, 17 d'empreses immobiliàries, 16 d'empreses de serveis, 12 d'entitats de l'administració pública i 13 d'empreses classificades com a «altres activitats de serveis».
Dels 53 establiments de servei als particulars que hi havia el 2009, 1 era una oficina de correu, 1 funerària, 4 tallers de reparació d'automòbils i de material agrícola, 3 paletes, 4 guixaires pintors, 5 fusteries, 4 lampisteries, 5 electricistes, 2 empreses de construcció, 7 perruqueries, 11 restaurants, 3 agències immobiliàries i 3 salons de bellesa.
Dels 27 establiments comercials que hi havia el 2009, 1 era, 2 grans superfícies de material de bricolatge, 2 botiges de menys de 120 m², 2 fleques, 3 carnisseries, 1 una peixateria, 2 botigues de roba, 1 una botiga de roba, 1 una botiga d'equipament de la llar, 4 botigues de mobles, 1 una botiga de mobles, 3 drogueries, 1 una perfumeria i 3 floristeries.

## Equipaments sanitaris i escolars
Els 2 equipaments sanitaris que hi havia el 2009 eren farmàcies.
El 2009 hi havia 1 escola maternal i 1 escola elemental.

## Poblacions més properes
El següent diagrama mostra les poblacions més properes.